# Raúl Chorão Ramalho
Raúl Chorão Ramalho (Fundão, Fundão, 23 de fevereiro de 1914 — Lisboa, 9 de Janeiro de 2002) foi um arquitecto português.
Foi uma figura destacada da geração de arquitetos modernistas que se afirmou em Portugal no período posterior ao termo da 2ª Guerra Mundial, tendo obra construída em Portugal Continental, Açores, Madeira, Macau e Brasil. Polifacetada mas de grande coerência, a sua obra é uma das mais importantes no quadro da arquitetura portuguesa da segunda metade do século XX.

## Biografia

Maqueta do Conjunto do Infante, Funchal, 1954-1975 (edifício não construído)

Nasceu na freguesia e concelho do Fundão. Era filho do inspetor escolar Albano dos Santos Ramalho, natural do Fundão (freguesia de Valverde), e de Maria Salomé Franco Chorão (Aldeia de Joanes, Fundão, 22 de junho de 1880 — Valverde, Fundão, 13 de julho de 1958), doméstica.
A 2 de junho de 1937, casou civilmente em Lisboa com Júlia dos Santos Marceneiro (Santa Isabel, Lisboa, c. 1913 — 6 de janeiro de 1990), filha do comerciante José Marceneiro, natural de Coimbra, e de Aurélia dos Santos, natural do Cadaval. Foi padrinho de casamento o desenhador Luís Dourdil.
Frequentou o curso de Arquitetura na Escola de Belas-Artes de Lisboa, transferindo-se para a Escola de Belas-Artes do Porto, onde conclui a parte curricular em 1941, obtendo o diploma em 1947. Entre 1942 e 1945 tirocinou com o Arq. Paulo Cunha e com o Arq. Carlos Ramos, trabalhou nos Serviços de Urbanização da Câmara Municipal de Lisboa (com Faria da Costa e Keil do Amaral) e na Direção Geral dos Serviços de Urbanização do Ministério das Obras Públicas. Iniciou trabalho em regime de profissão liberal em 1945.
Foi membro fundador do ICAT – Iniciativas Culturais, Arte e Técnica em 1946, ano em que participou na I Exposição Geral de Artes Plásticas, Lisboa (fez parte da comissão organizadora das exposições posteriores e participou nas mostras de 1947, 1948, 1951). Participou no I Congresso Nacional de Arquitetura (1948) e, nos anos que se seguiram, teve intervenção ativa no Sindicato Nacional dos Arquitetos. Em 1950 abandonou o urbanismo para se centrar na arquitetura. Foi eleito Membro Honorário da Associação dos Arquitetos Portugueses em 1994. Recebeu o Prémio de Arquitetura AICA-Ministério da Cultura 1997. A 17 de julho de 1997, foi agraciado com o grau de Grande-Oficial da Ordem do Infante D. Henrique.

## Obra
Iniciando a atividade profissional no período do pós-guerra, quando a imposição do modelo nacionalista típico do Estado Novo – habitualmente apelidado Português Suave –, começava a abrandar, Chorão Ramalho permaneceu, desde o início, imune a essa tendência, beneficiando de encomendas de organismos oficiais com certa autonomia, onde os aspetos de ordem técnica prevaleciam sobre os ideológicos. "Teve assim a oportunidade de, face à fortaleza das suas convicções e à integridade do seu carácter, conquistar a liberdade de expressão que frequentemente era negada a muitos arquitetos".

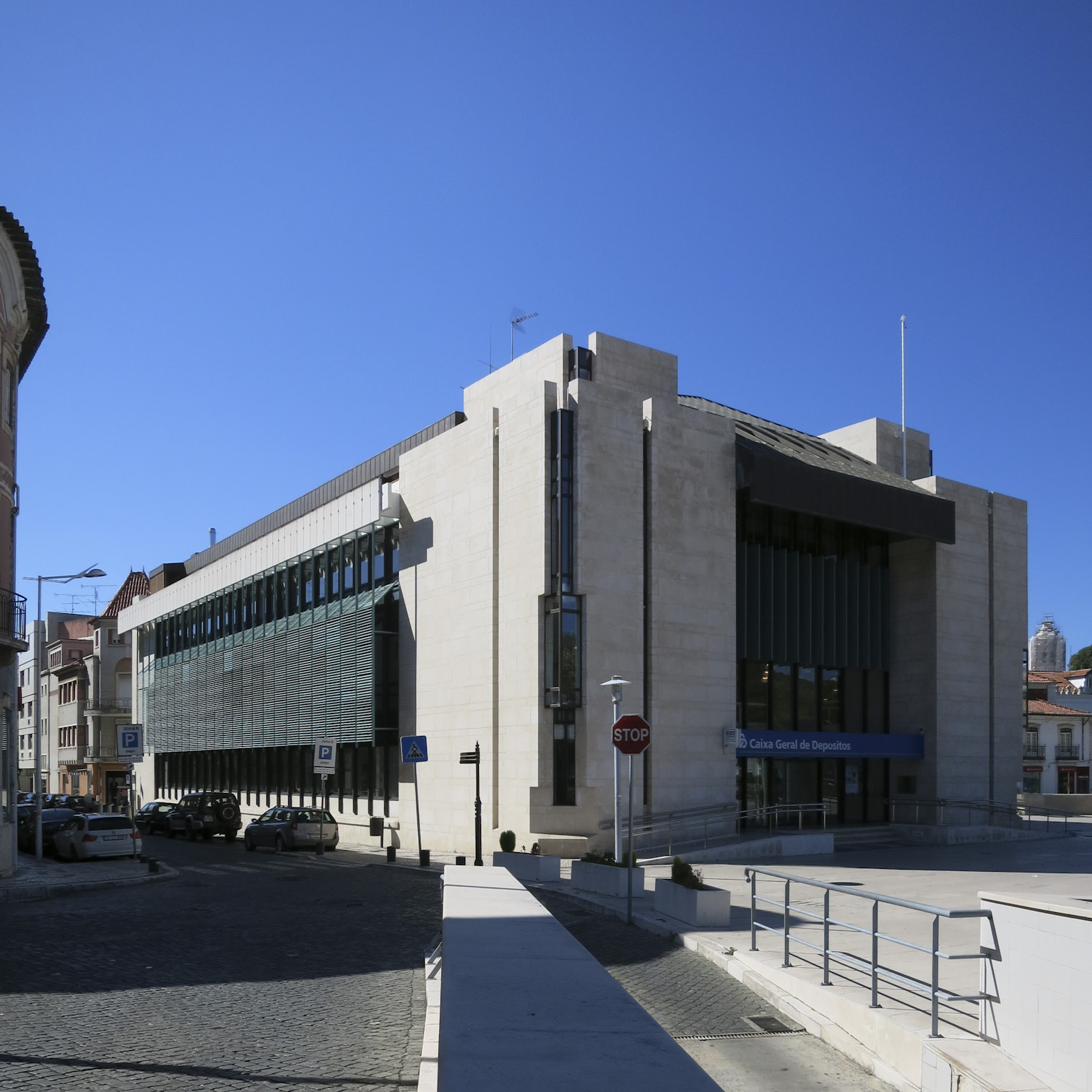
Edifício da Caixa Geral de Depósitos, Leiria, 1979-1980

A obra de Chorão Ramalho é simultaneamente polifacetada e de grande coerência. O seu vocabulário modernista evoluiu "desde uma linguagem leve, amável, de expressão e escala algo doméstica (influência de Keil?), composta de grandes superfícies rebocadas, com pilares redondos de perfil delgado, «pilotis» integrados na expressão geral da arquitetura – veja-se por exemplo o Centro Comercial do Restelo de 51, ou mesmo em registo menor a Capela Ossário de 53 – para uma noção de estrutura mais afirmada e plasticamente autónoma com alguma coisa do brutalismo japonês, como é sensível em obras mais tardias tais como o Complexo Residencial na Madeira para a Federação de Caixas de Previdência, de 63". O Centro Comercial do Restelo constitui um conjunto urbano notável em que o arquiteto consegue assegurar, "a partir da opção do desnivelamento dos pavilhões em relação à pendente da rua e do lançamento de uma profunda galeria longitudinal, a criação de uma ambiente urbano protegido, animado, funcionante [...] . Por sua vez, no Complexo Habitacional do Funchal, no interior da zona pública, é sublinhado o efeito da forte estrutura em betão aparente, aspeto que se vai acentuar em programas claramente não habitacionais como o Centro de Segurança Social de Setúbal".
Ao longo de uma produção de sólido profissionalismo dispersa pelo Continente, Madeira e Açores, Macau ou Brasil, "Ramalho personifica uma posição ética na arquitetura. Ética que se revela num certo número de atitudes e comportamentos: a resposta atenta às exigências dos programas, com uma grande atenção aos aspetos de ordem funcional; o conhecimento das técnicas e dos materiais, buscando com rigor os mais adequados para cada obra; a lealdade e frontalidade para com os clientes e a Administração; o rigor do desenho, desde a conceção espacial até aos pormenores cuidadosamente estudados". Mas, englobando tudo isto, uma profunda consciência cívica. "Daí a grande unidade que transparece na sua obra, para além de programas e contextos muito diferenciados, e ao longo de cinco décadas". Apesar da diversidade de opções formais e funcionais que foi adotando, atentas às especificidades de cada caso, as obras de Ramalho têm qualquer coisa de comum que resulta de uma permanente fidelidade a valores essenciais que nunca deixou de cultivar. Entre esses valores assinale-se a extrema atenção ao meio envolvente, a perfeita noção da escala e o cuidado na conceção de espaços de ligação em volta dos edifícios, a sábia relação entre interior e exterior, a recusa de expressões de grandiloquência ou gigantismo e dignificação dos equipamentos públicos e edifícios de administração, a particular atenção à problemática da arquitetura doméstica e cuidado de fazer cidade, "em que se demonstra uma sábia contenção formal a favor do equilíbrio e da harmonia do conjunto urbano".

## Alguns projetos e obras[3]

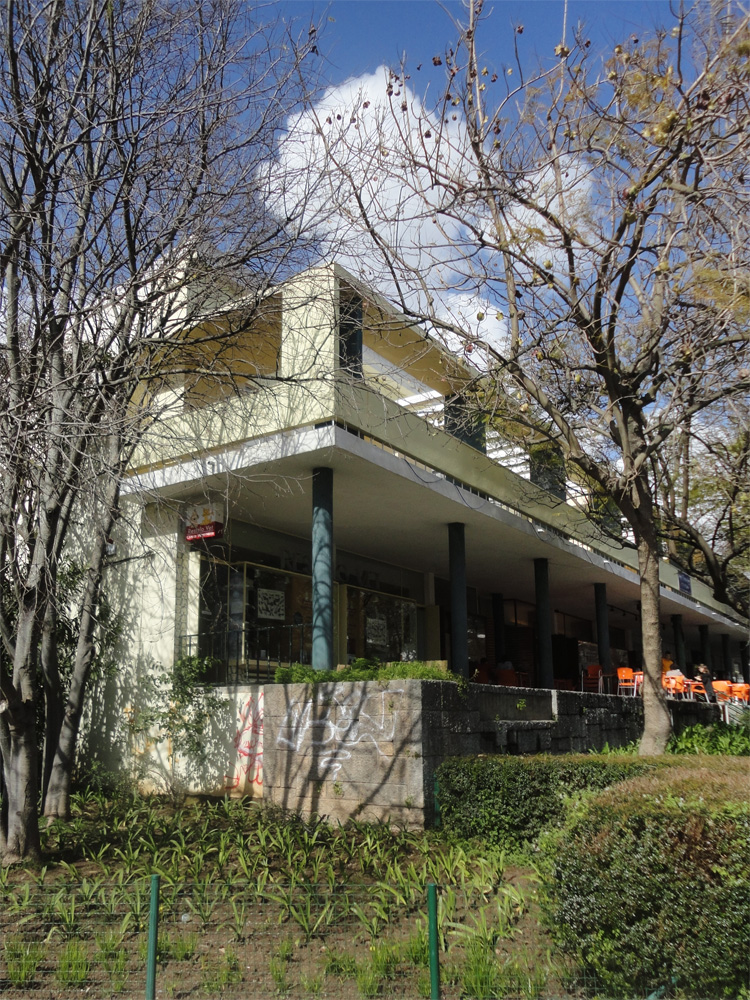
Centro Comercial do Restelo, Lisboa, 1951-1956

- Conjunto urbano da Praça Pasteur, Avenida de Paris e Rua Presidente Wilson, para a Câmara Municipal de Lisboa (com Alberto Pessoa e José Bastos; 1948-64).
- Capela e Ossário, Cemitério da Nossa Senhora das Angústias, Funchal (1950-57).
- Centro Comercial do Restelo, Lisboa (1951-1956); classificado como Monumento de Interesse Público.[8]
- Ampliação e remodelação da Cervejaria Trindade, Rua Nova da Trindade, Lisboa (com Alberto Pessoa; 1952).
- Edifício do Banco Nacional Ultramarino, Portimão (1952-54)
- Café Império, Av. Almirante Reis, Lisboa (1952-55).
- Edifício Freitas Martins, Av. do Mar, Funchal (1954-60).
- Conjunto do Infante (sala de espetáculos e concertos, cinema, estabelecimentos comerciais, escritórios, hotel e restaurante), Av. do Mar, Funchal (1954-1975) – Não construído.
- Hospital Regional de Beja (1955-1970).
- Igreja do Imaculado Coração de Maria e residência paroquial, Funchal (1957-78).
- Central Elétrica e Habitação para Funcionários, Fajã da Nogueira, Madeira (1958-1971).
- Escola Primária, Porto Santo (1959-66).
- Moradia, Estrada Monumental, Funchal (1959); cliente: Ferdinando Bianchi.
- Habitações Económicas, junto à Rua João de Deus, Funchal (1960)
- Bloco Habitacional nos Olivais, Olivais Sul, Lisboa (1961-68).
- Hotel Bela Vista e remodelação para Lar da 3ª idade, Funchal (1962-80).
- Infantário Avé Maria, Macau (1963-70).
- Escola Comercial Pedro Nolasco, Macau (1963-1969).
- Hotel Quinta do Sol, Rua Dr. Pita, Funchal (1965-77).
- Edifício da Caixa de Previdência, Setúbal (1965-1969).
- Torre de Habitação para Funcionários Municipais, Av. Sidónio Pais, Macau (1962-67).
- Edifício para os Serviços Administrativos da Caixa Sindical de Previdência do Distrito do Funchal, Rua Madureira, Funchal (1967-72).
- Edifício da Caixa de Previdência de Angra do Heroísmo, Angra do Heroísmo (1968-1974).
- Residencial Greco e Supermercado Greco, Rua do Carno nº16 e nº18, Freguesia da Sé, Concelho do Funchal, Ilha da Madeira (1970), cliente Vasco Fernandes Dantas (não confirmado bibliograficamente).
- Hotel Madeira, junto ao Jardim Municipal, Funchal (1970)
- Hospital Regional de Viana do Castelo (1970-1984).
- Pousada, Barragem do Vale do Gaio (1972-77).
- Embaixada de Portugal em Brasília, Brasília (1972-1976).[9]
- Edifício da Caixa Geral de Depósitos, Leiria (1979-1980).
- Edifício da Caixa Geral de Depósitos, Guarda (1980-1991).
- Edifício da Caixa Geral de Depósitos, Fundão (1982-1991)
- Assembleia Regional da Madeira, Funchal (1982-1988).

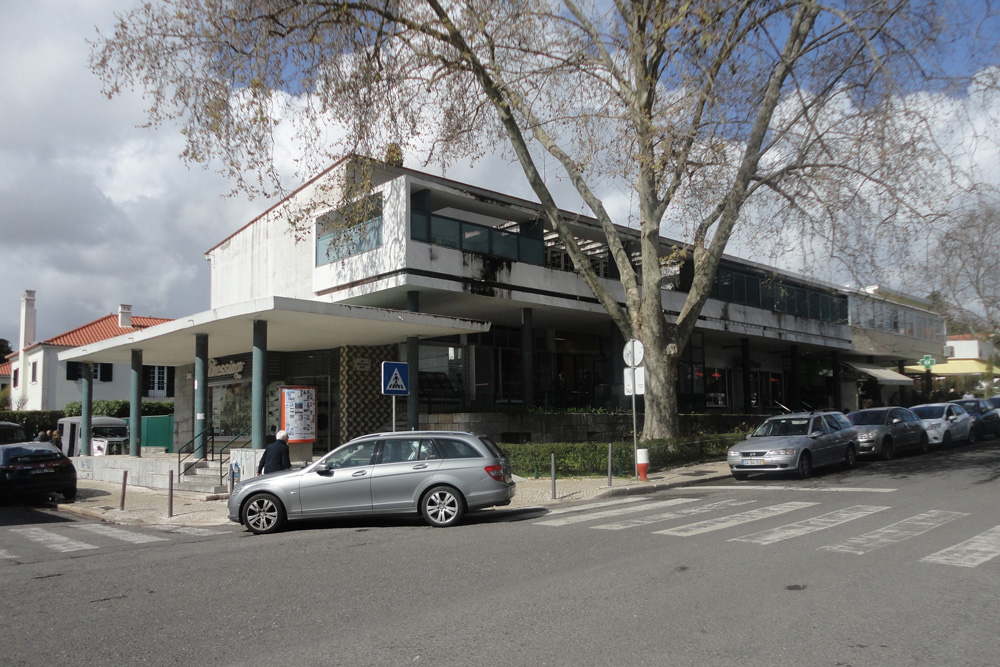
Centro Comercial do Restelo, Lisboa
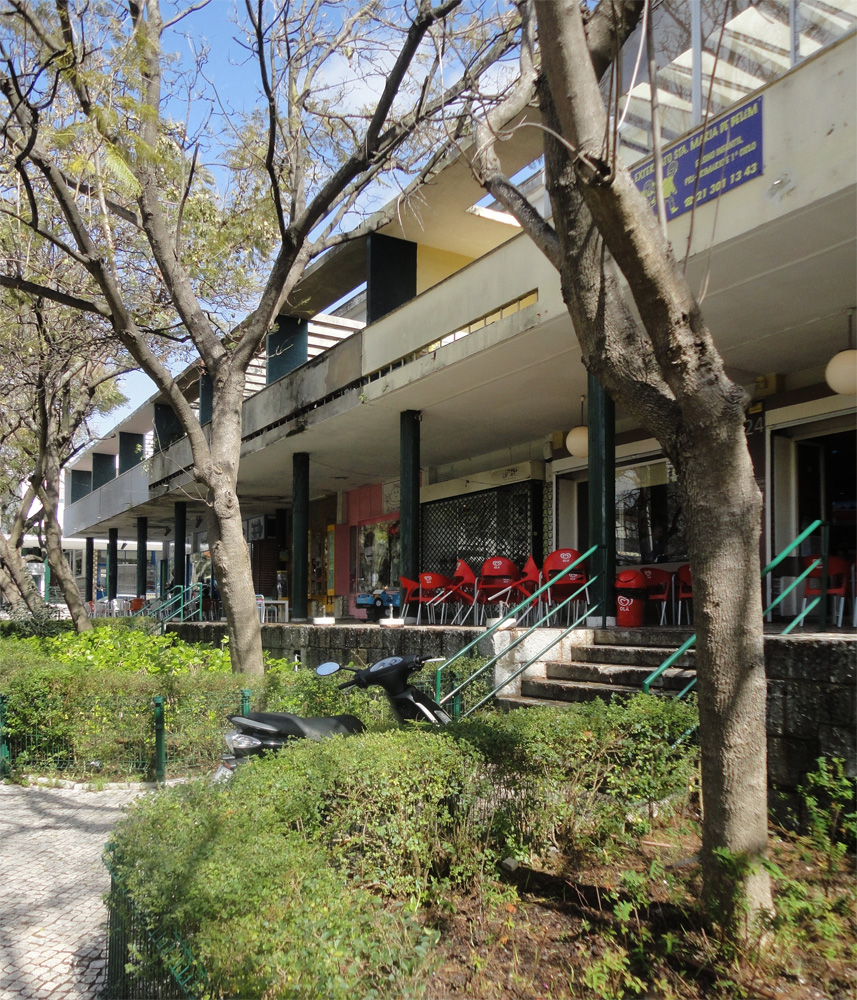
Centro Comercial do Restelo, Lisboa
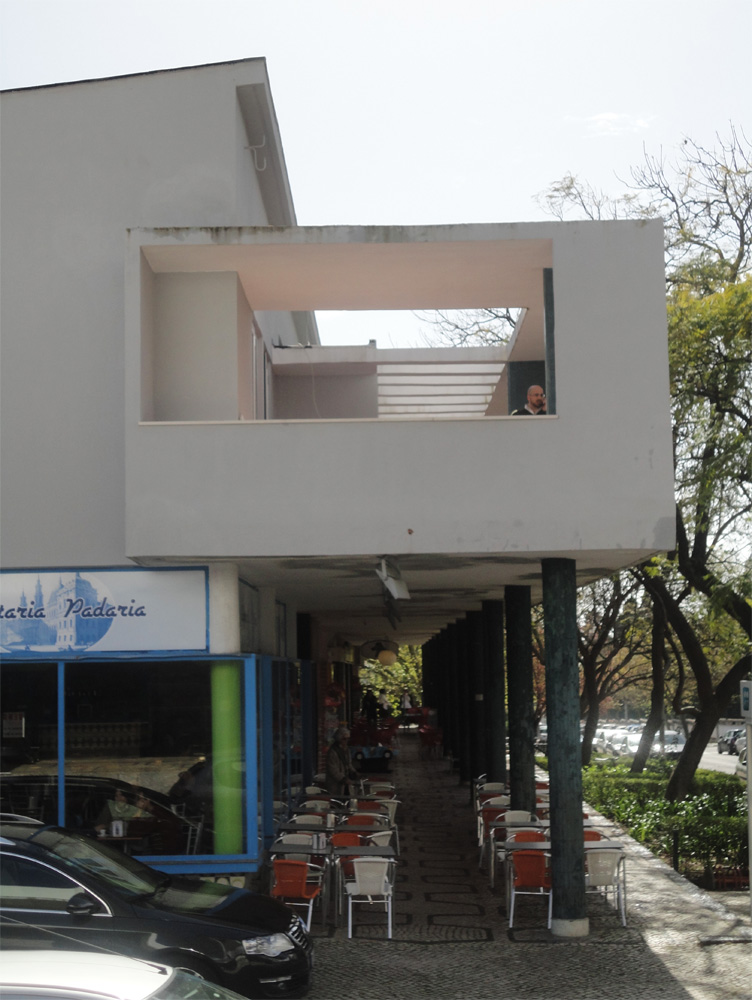
Centro Comercial do Restelo, Lisboa
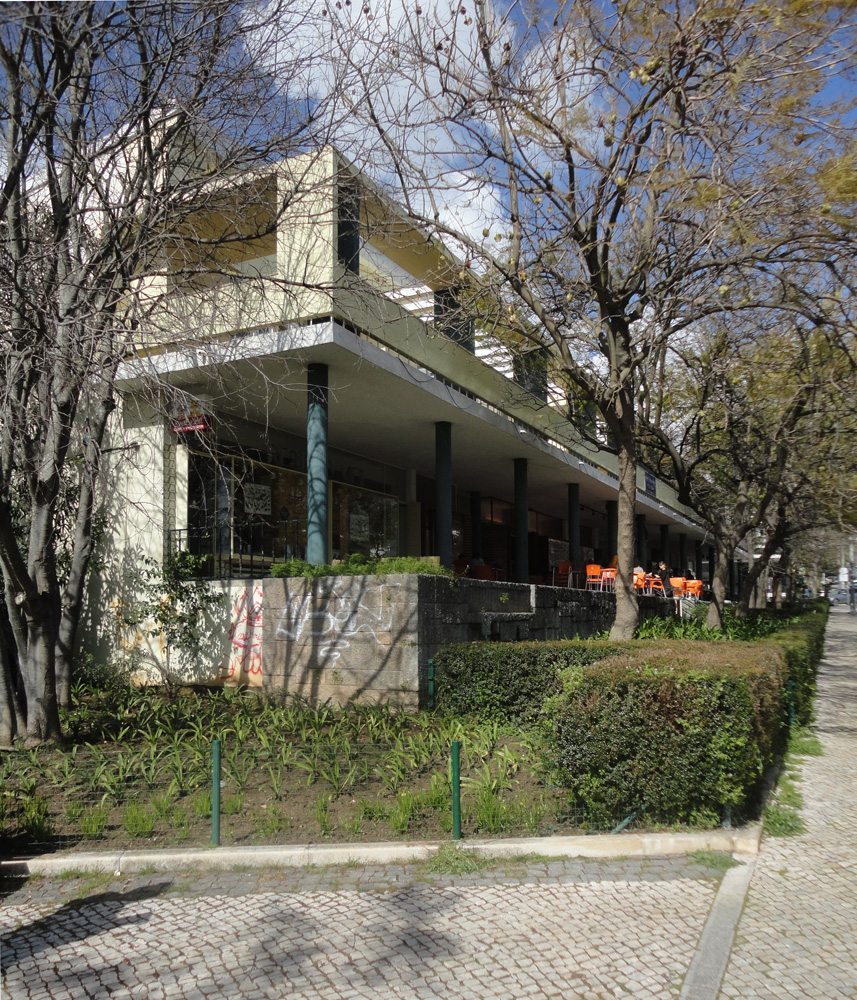
Centro Comercial do Restelo, Lisboa
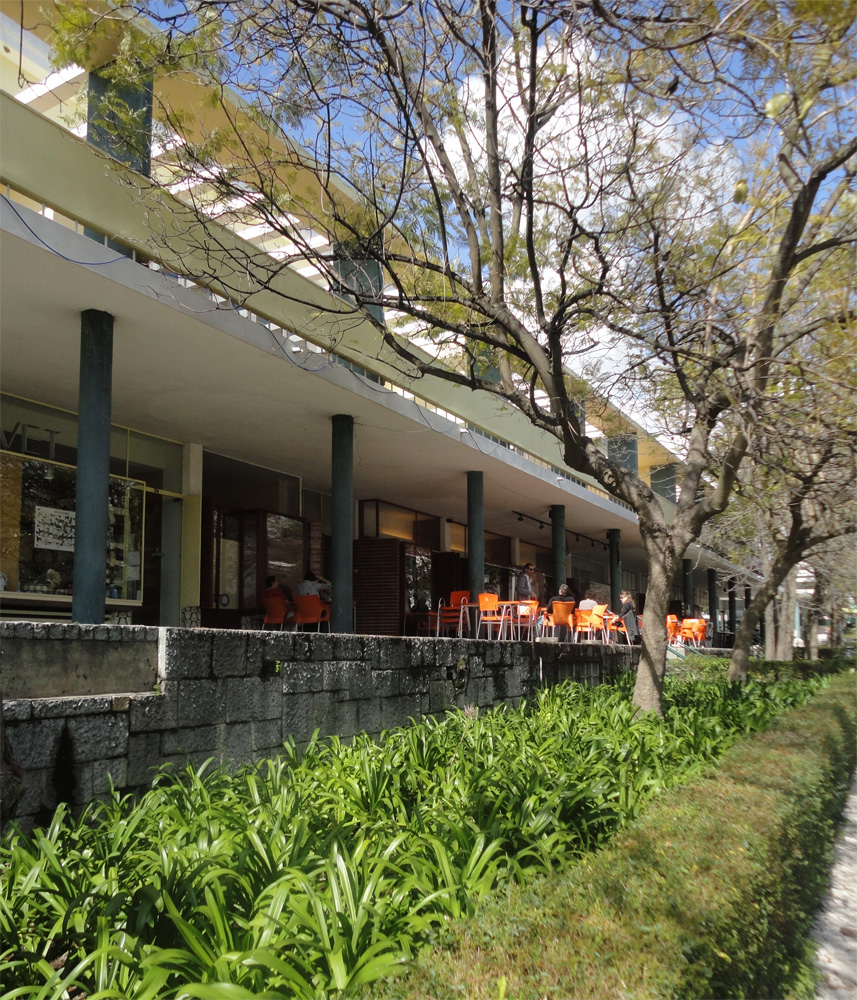
Centro Comercial do Restelo, Lisboa
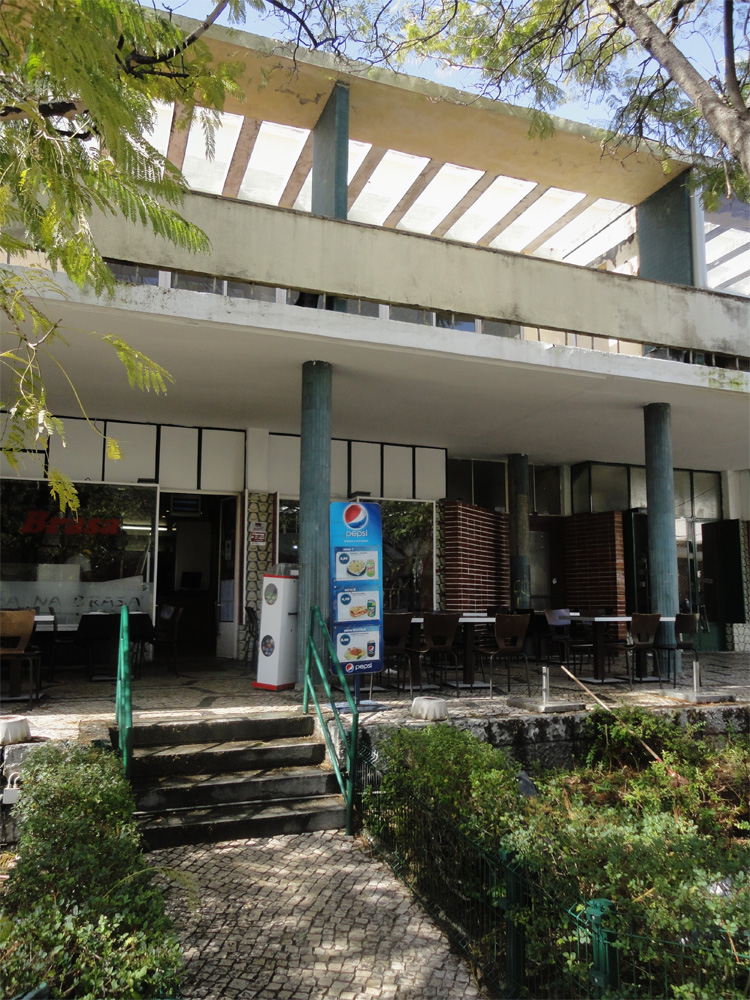
Centro Comercial do Restelo, Lisboa
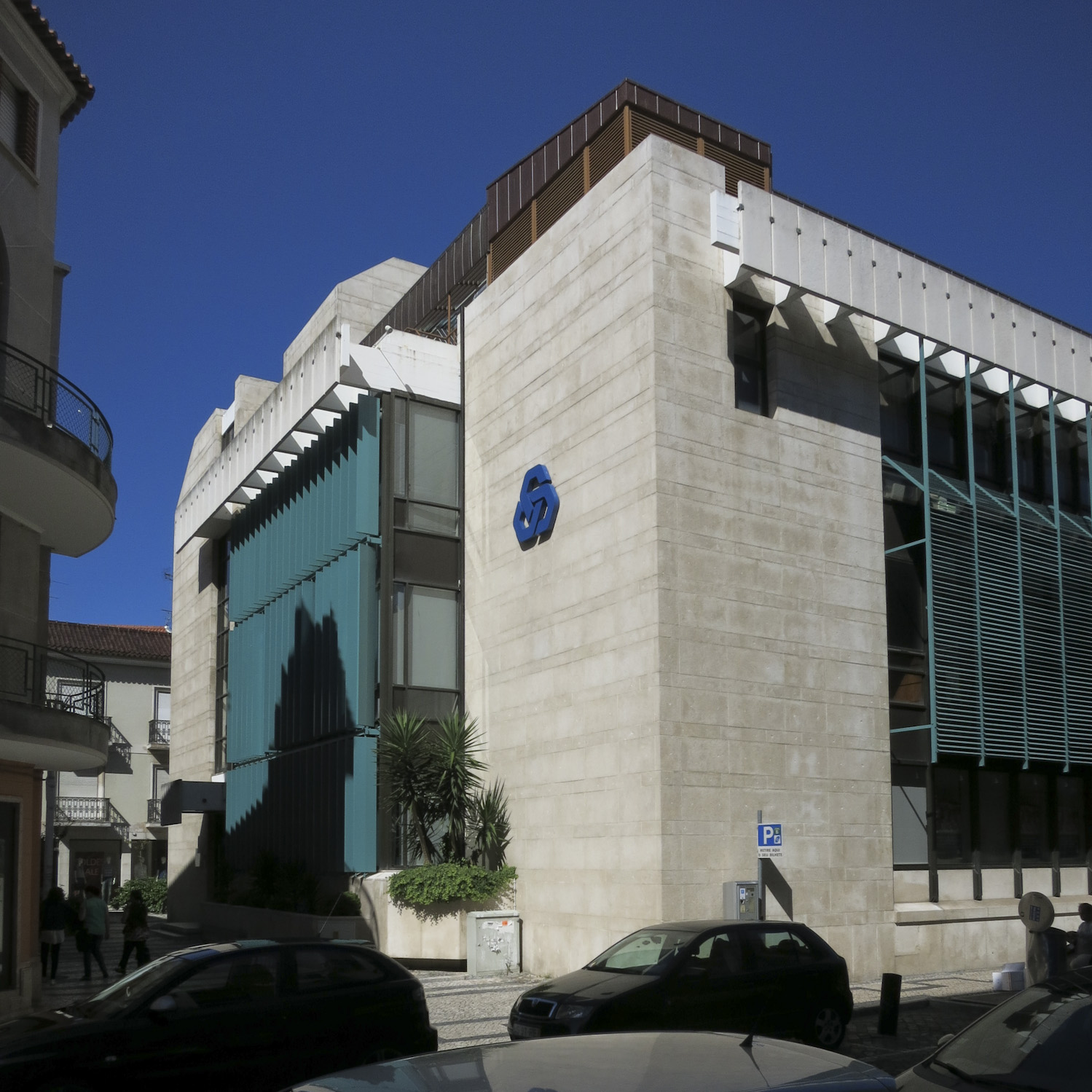
Edifício da Caixa Geral de Depósitos, Leiria
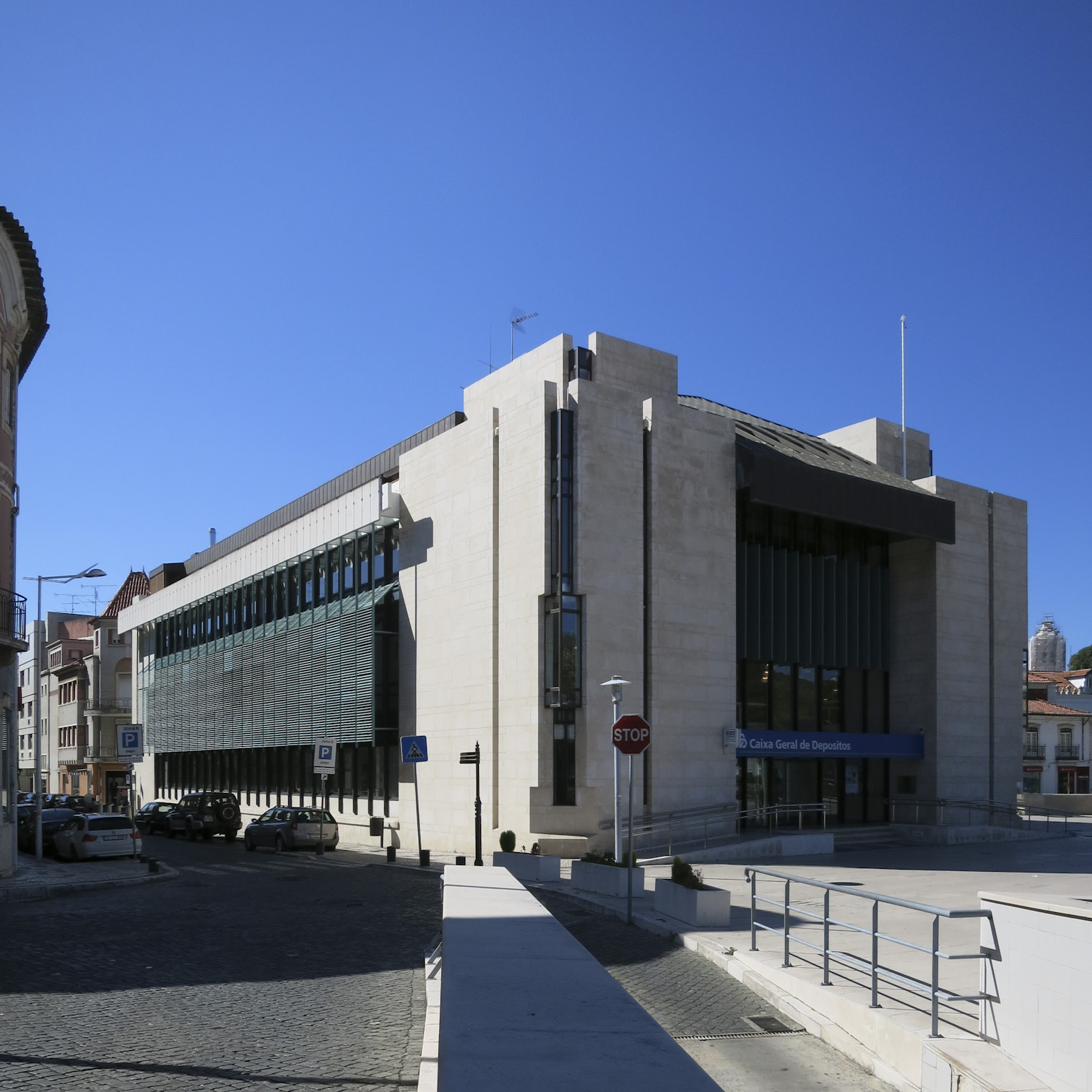
Edifício da Caixa Geral de Depósitos, Leiria
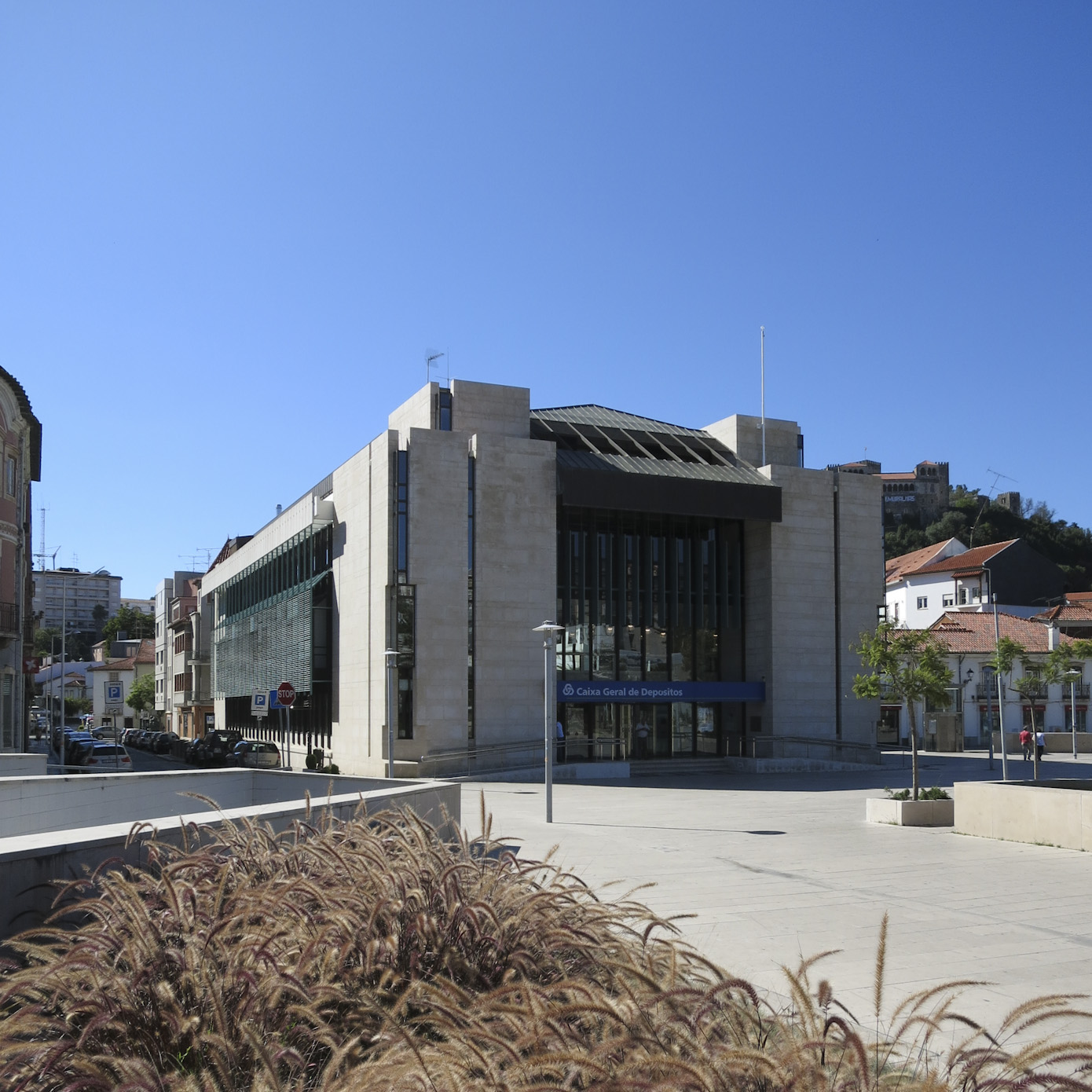
Edifício da Caixa Geral de Depósitos, Leiria
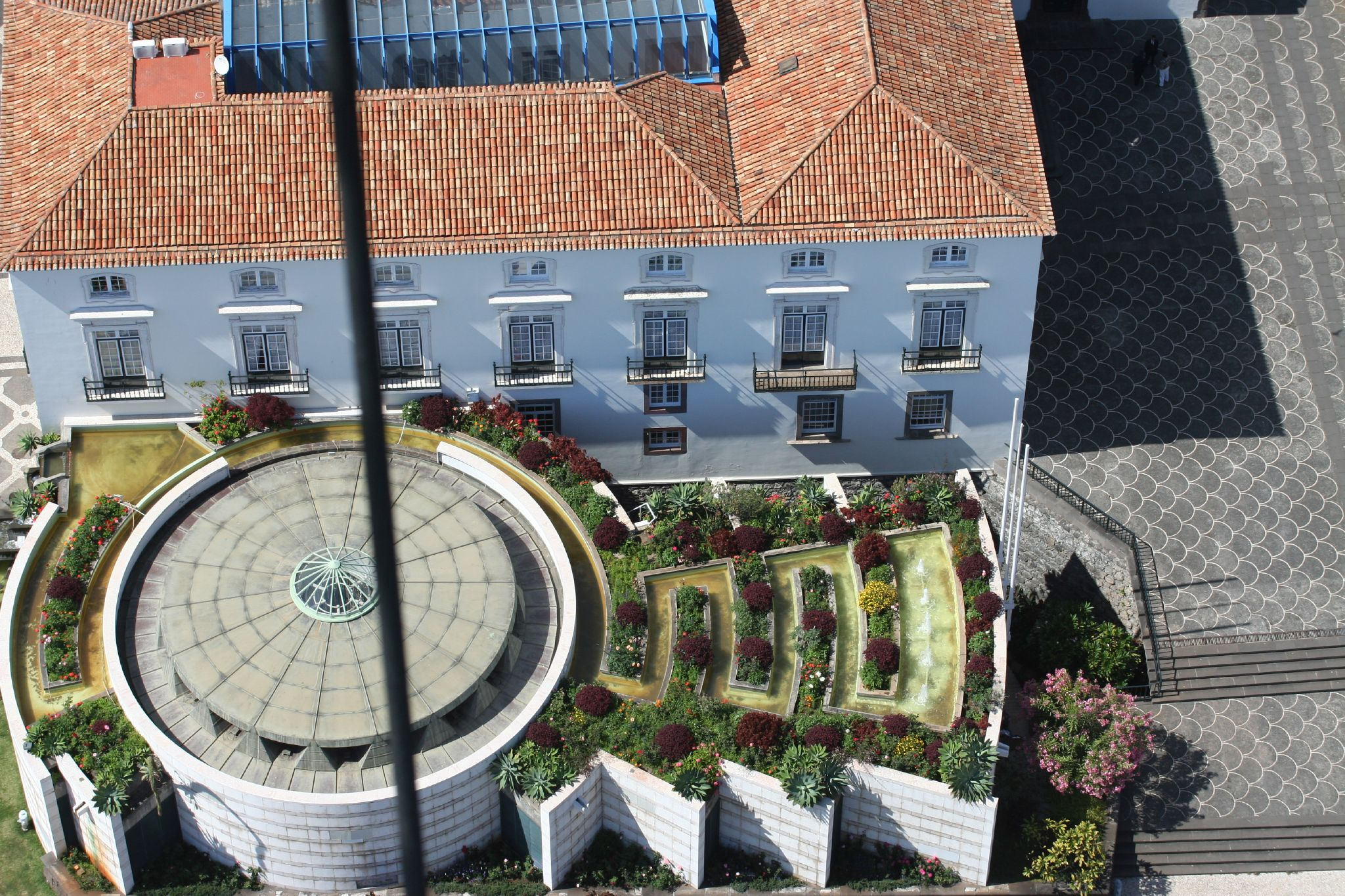
Assembleia Regional, Funchal
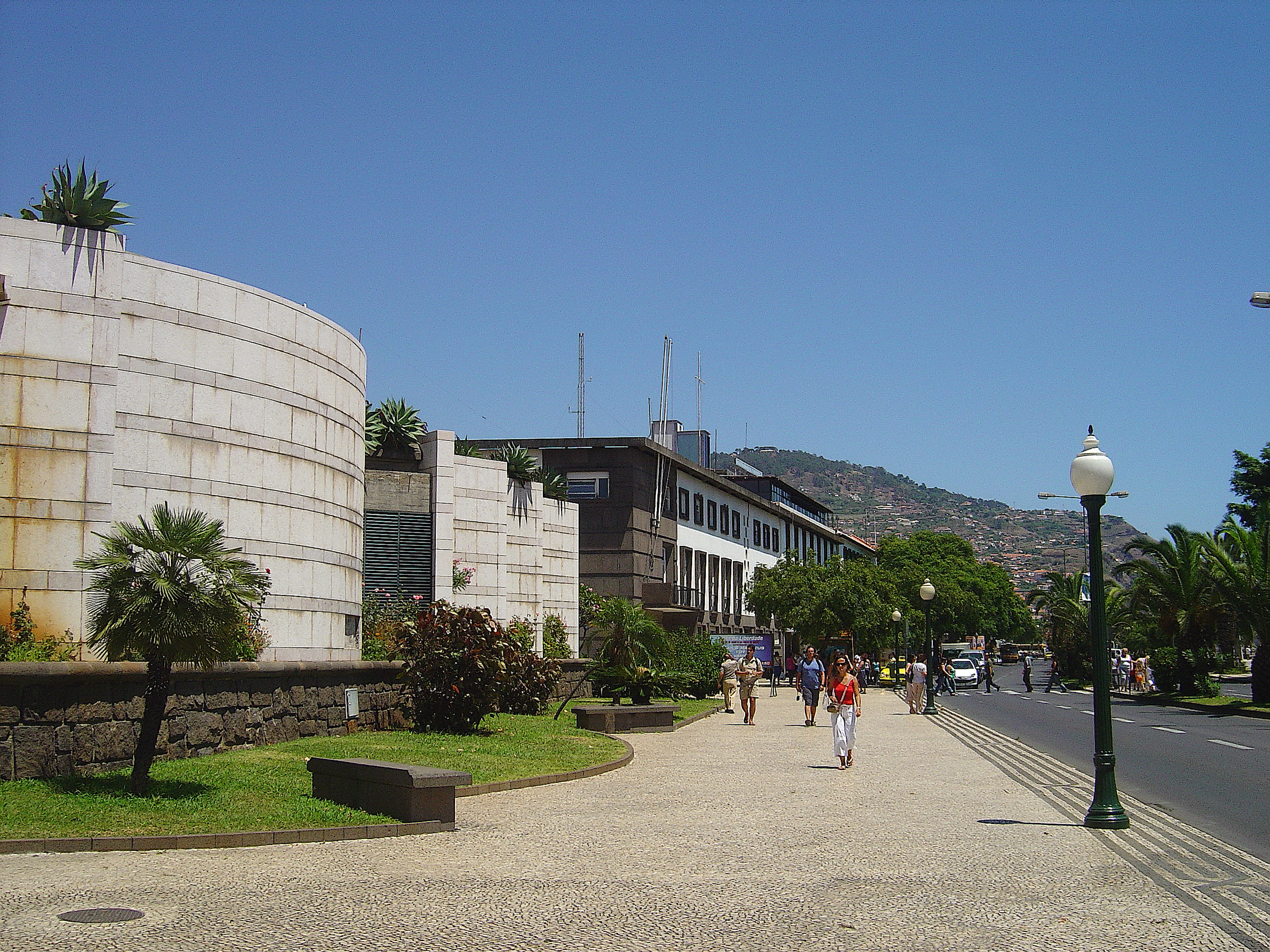
Assembleia Regional, Funchal
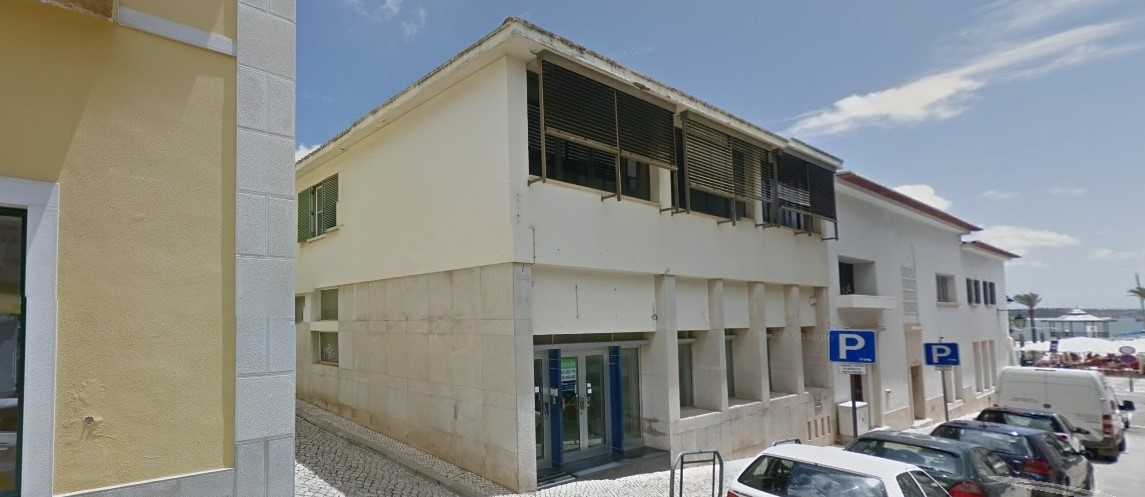
Edifício Banco Nacional Ultramarino, Portimão (fachada adulterada posteriormente)